# Biljana
Biljana (in italiano in passato Bigliana, in friulano Biane) è un paese della Slovenia, frazione del comune di Còllio.
La località si trova a 1,3 kilometri a est del capoluogo comunale e a 5,3 kilometri dal confine italiano, nella parte centrale del Còllio sloveno ed è costituita anche dall'agglomerato di Robida.

Nel centro del paese, su una piccola altura, sorge la chiesa dedicata a S. Michele. Le pareti furono dipinte da Clemente Del Neri intorno al 1900 vengono in parte nascoste dalla volta scannellata in stile gotico del presbiterio datato 1534. Sui capitelli si trovano diverse statue. La più importante rappresenta la Risurrezione di Cristo della prima metà del XVI secolo.

## Storia
Dopo la caduta dell'Impero romano d'Occidente, e la parentesi del Regno ostrogoto, i Longobardi si insediarono nel suo territorio, seguiti poi attorno al VI secolo da popolazioni slave. Fu così che tutto il Collio entrò a far parte del Ducato del Friuli. Alla caduta del Regno longobardo subentrarono quindi i Franchi; nell'887 Arnolfo, Re dei Franchi orientali, istituì la marca di Carniola; tra il 952 e il 957 il Patriarcato di Aquileia (assieme a Istria, Carinzia e Carniola) passò sotto l'autorità del Duca di Baviera e poi nel 976 nel Ducato di Carinzia appena costituito dall'imperatore Ottone II.
Tutto il Collio restò in mano patriarcali fino al 1300 quando la sua parte orientale venne annessa dalla Contea di Gorizia, mentre le località più occidentali come Nèbola e San Lorenzo di Nèbola (Šlovrenc) rimasero ai Patriarchi e passando a sua volta, dopo il 1420, sotto l'autorità della Repubblica di Venezia.
Nel 1500 gli Asburgo s'impossessano della Contea di Gorizia, di cui Bigliana faceva parte, e quindi di territori fortemente ambiti dalla Serenissima la quale mirava ad espandersi ad est dell'Isonzo; l'assetto territoriale tra le due potenze, stabilito dal Trattato di Noyon (1516) e sancito da quello di Worms (1521), diede luogo a una linea di confine tortuosa ed incerta, con enclavi arciducali in territorio veneziano e viceversa; anche la pace firmata a Madrid dopo la sanguinosa Guerra di Gradisca ristabilì con meticolosa precisione il confine preesistente.
Con la Convenzione di Fontainebleau del 1807, passò, per un breve periodo fino al 1814, assieme a tutti i territori sulla sponda destra del fiume Isonzo, nel Regno d’Italia napoleonico sotto il Dipartimento di Passariano.
Col Congresso di Vienna nel 1815 rientrò in mano austriaca nel Regno d'Illiria; passò in seguito sotto il profilo amministrativo al Litorale austriaco nel 1849 come comune autonomo, che comprendeva gli insediamenti di Barbana (Barbana), Dobra (Dobrovo), Cosarna (Kozarno), Dornovico (Drnovk), Fleana (Fojana), Salimbergo (Salimberk o Zali Breg), San Lorenzo Brizza (Brdice) e San Lorenzo di Nèbola (Sv Lovrenc pri Neblem, oggi Slovrenc) e Sonesenchia (Senožeče).
Dopo la prima guerra mondiale, con le medesime frazioni del periodo asburgico, fu comune della Provincia del Friuli per poi passare, nel 1927, alla neocostituita Provincia di Gorizia e divenire nel 1928 frazione del neocostituito comune di Castel Dobra (ex frazione di Bigliana divenuta sede comunale del nuovo comune comprendente anche l'ex comune di Medana).
Fu soggetta alla Zona d'operazioni del Litorale adriatico (OZAK) tra il Settembre 1943 e il 1945 e tra il 1945 e il 1947, trovandosi a ovest della Linea Morgan, fece parte della Zona A della Venezia Giulia sotto il controllo Britannico-Americano del Governo Militare Alleato (AMG); passò poi alla Jugoslavia e quindi alla Slovenia.